# Eve Unsell
Eve Unsell est une scénariste et monteuse américaine née en 1887 à Chicago, Illinois (États-Unis), et décédée le 6 juillet 1937 à Hollywood (États-Unis).

## Filmographie

### Comme scénariste
- 1914 : Petite Folle (Wildflower) de Allan Dwan
- 1914 : The Man from Mexico
- 1914 : Mrs. Black Is Back
- 1914 : Le Clan des aigles (The Eagle's Mate)
- 1915 : Are You a Mason?
- 1916 : Behind Closed Doors
- 1917 : The Fortunes of Fifi
- 1917 : Double Crossed (en)
- 1917 : Her Silent Sacrifice
- 1917 : The Eternal Temptress
- 1918 : Le Tourbillon (The Whirlpool) de Alan Crosland
- 1918 : Vie d'artiste (A Woman of Impulse) de Edward José
- 1918 : Trois maris pour une femme (In Pursuit of Polly) de Chester Withey
- 1918 : Madame Jealousy de Robert G. Vignola
- 1919 : Out of the Shadow (en)
- 1919 : Three Men and a Girl
- 1919 : Eyes of the Soul
- 1919 : Dans le piège (The Trap), de Frank Reicher
- 1920 : Sinners
- 1920 : The Great Shadow
- 1921 : Possession
- 1921 : The Call of Youth
- 1921 : The Great Day
- 1921 : A Private Scandal
- 1921 : The Twice Born Woman
- 1921 : Silent Years
- 1922 : Five Days to Live de Norman Dawn
- 1922 : French Heels
- 1922 : The Call of Home
- 1922 : Up and at 'Em
- 1922 : Le Repentir (Shadows)
- 1922 : Captain Fly-by-Night
- 1923 : The Hero
- 1923 : Chastity
- 1923 : Noblesse Oblige (en) (Are You a Failure?) de Tom Forman
- 1923 :  Le Petit Prince
- 1924 : Mon homme (Shadows of Paris)
- 1924 : Daughters of Pleasure
- 1924 : Captain January
- 1924 : Wine de Louis Gasnier
- 1924 : The Breath of Scandal
- 1924 : La Folie d'une femme (White Man)
- 1924 : The Triflers (1924)
- 1925 : The Parasite
- 1925 : The Girl of Gold
- 1925 : Percy
- 1925 : The Necessary Evil
- 1925 : Hell's Highroad
- 1925 : What Fools Men
- 1925 : La Saltimbanque (Thunder Mountain) de Victor Schertzinger
- 1925 : The Ancient Highway
- 1925 : Quand on a vingt ans (The Plastic Age) de Wesley Ruggles
- 1925 : The Golden Strain
- 1925 : The Ancient Mariner
- 1926 : The Yankee Señor
- 1926 : La Danseuse Saina (Yellow Fingers)
- 1926 : Siberia
- 1926 : Her Second Chance
- 1926 : Sandy
- 1926 : The Lily
- 1926 : Exclusive Rights
- 1926 : The Girl from Montmartre
- 1928 : Conquest
- 1929 : The Spirit of Youth
- 1930 : The Medicine Man de Scott Pembroke
- 1931 : Déloyale (Unfaithful) de John Cromwell
- 1931 : Up Pops the Devil
- 1931 : The Secret Call

### comme monteuse
- 1921 : Devotion
- 1922 : Thorns and Orange Blossoms
- 1923 : Refuge
- 1923 : The Lonely Road
- 1923 : The Scarlet Lily